# Gleicheniaceae
Gleicheniaceae é uma família de pteridófitas da ordem Gleicheniales da classe Polypodiopsida, que agrupa sete géneros com cerca de 160 espécies validamente descritas. As famílias anteriormente independentes Dicranopteridaceae e Stromatopteridaceae são geralmente incluídas nas Gleicheniaceae, enquanto as Dipteridaceae e Matoniaceae, embora intimamente filogeneticamente relacionadas, são consideradas famílias separadas pela maioria dos autores.

## Descrição
Estes fetos tropicais são a linhagem extante mais difundida de Gleicheniales. Os seus rizomas têm um protostelo "vitalizado" ou, em alguns taxa, um solenostelo. As folhas são indeterminadas, com folhas bifurcadas pseudodicotomicamente, exceto em Stromatopteris, e com nervuras livres. Os soros são abaxiais mas não marginais e carregam cada 5-15 esporângios redondos indusiados. Estes têm um ânulo transversal-oblíquo e contêm 128 a 800 esporos bilaterais ou globoso-tetraédricos. Os soros e esporângios amadurecem ao mesmo tempo, e os esporos crescem em protalos verdes que habitam a superfície, cercados por tricomas em forma de bastão.

## Sistemática
Existe alguma controvérsia quanto à classificação destes fetos. São normalmente colocados na ordem Gleicheniales. Em alternativa, podem ser considerados uma subclasse Gleicheniatae ou a classe Gleicheniopsida, para que se possa estabelecer um táxon distinto para os fetos leptosporangiados. Neste caso, as Gleicheniaceae são elevadas ao nível taxonómico de ordem e recebem o nome de Gleicheniales.
Independentemente do seu tratamento taxonómico moderno, as Gleicheniaceae foram anteriormente incluídas na ordem Polypodiales. Mas os fetos, no sentido lato, são um grupo demasiado diverso para serem incluídos num taxon com uma classificação tão baixa.
As espécies do Triássico dos géneros †Antarctipteris e †Gleichenipteris são por vezes atribuídas às Gleicheniaceae, mas são provavelmente melhor consideradas Gleicheniales em incertae sedis.
Existem sete géneros reconhecidos pelo sistema PPG I, e pelo Fern Tree of life,conforme o seguinte cladograma:

|  | Diplopterygium Nakai 1950                                                                |
|  |                                                                                          |
|  | \| \| Gleichenella Ching 1940 \| \| \| \| \| \| Dicranopteris Bernhardi 1805 \| \| \| \| |
|  |                                                                                          |
|  | Gleichenella Ching 1940                                                                  |
|  |                                                                                          |
|  | Dicranopteris Bernhardi 1805                                                             |
|  |                                                                                          |

|  | Gleichenella Ching 1940      |
|  |                              |
|  | Dicranopteris Bernhardi 1805 |
|  |                              |

|  | Sticherus Presl 1836                                                                    |
|  |                                                                                         |
|  | \| \| Stromatopteris Mettenius 1861 \| \| \| \| \| \| Gleichenia Smith 1973 \| \| \| \| |
|  |                                                                                         |
|  | Stromatopteris Mettenius 1861                                                           |
|  |                                                                                         |
|  | Gleichenia Smith 1973                                                                   |
|  |                                                                                         |

|  | Stromatopteris Mettenius 1861 |
|  |                               |
|  | Gleichenia Smith 1973         |
|  |                               |

|  | Diplopterygium Nakai 1950                                                                |
|  |                                                                                          |
|  | \| \| Gleichenella Ching 1940 \| \| \| \| \| \| Dicranopteris Bernhardi 1805 \| \| \| \| |
|  |                                                                                          |
|  | Gleichenella Ching 1940                                                                  |
|  |                                                                                          |
|  | Dicranopteris Bernhardi 1805                                                             |
|  |                                                                                          |

|  | Gleichenella Ching 1940      |
|  |                              |
|  | Dicranopteris Bernhardi 1805 |
|  |                              |

|  | Sticherus Presl 1836                                                                    |
|  |                                                                                         |
|  | \| \| Stromatopteris Mettenius 1861 \| \| \| \| \| \| Gleichenia Smith 1973 \| \| \| \| |
|  |                                                                                         |
|  | Stromatopteris Mettenius 1861                                                           |
|  |                                                                                         |
|  | Gleichenia Smith 1973                                                                   |
|  |                                                                                         |

|  | Stromatopteris Mettenius 1861 |
|  |                               |
|  | Gleichenia Smith 1973         |
|  |                               |

|  | Diplopterygium Nakai 1950                                                                |
|  |                                                                                          |
|  | \| \| Gleichenella Ching 1940 \| \| \| \| \| \| Dicranopteris Bernhardi 1805 \| \| \| \| |
|  |                                                                                          |
|  | Gleichenella Ching 1940                                                                  |
|  |                                                                                          |
|  | Dicranopteris Bernhardi 1805                                                             |
|  |                                                                                          |

|  | Gleichenella Ching 1940      |
|  |                              |
|  | Dicranopteris Bernhardi 1805 |
|  |                              |

|  | Sticherus Presl 1836                                                                    |
|  |                                                                                         |
|  | \| \| Stromatopteris Mettenius 1861 \| \| \| \| \| \| Gleichenia Smith 1973 \| \| \| \| |
|  |                                                                                         |
|  | Stromatopteris Mettenius 1861                                                           |
|  |                                                                                         |
|  | Gleichenia Smith 1973                                                                   |
|  |                                                                                         |

|  | Stromatopteris Mettenius 1861 |
|  |                               |
|  | Gleichenia Smith 1973         |
|  |                               |

|  | Diplopterygium Nakai 1950                                                                |
|  |                                                                                          |
|  | \| \| Gleichenella Ching 1940 \| \| \| \| \| \| Dicranopteris Bernhardi 1805 \| \| \| \| |
|  |                                                                                          |
|  | Gleichenella Ching 1940                                                                  |
|  |                                                                                          |
|  | Dicranopteris Bernhardi 1805                                                             |
|  |                                                                                          |

|  | Gleichenella Ching 1940      |
|  |                              |
|  | Dicranopteris Bernhardi 1805 |
|  |                              |

|  | Sticherus Presl 1836                                                                    |
|  |                                                                                         |
|  | \| \| Stromatopteris Mettenius 1861 \| \| \| \| \| \| Gleichenia Smith 1973 \| \| \| \| |
|  |                                                                                         |
|  | Stromatopteris Mettenius 1861                                                           |
|  |                                                                                         |
|  | Gleichenia Smith 1973                                                                   |
|  |                                                                                         |

|  | Stromatopteris Mettenius 1861 |
|  |                               |
|  | Gleichenia Smith 1973         |
|  |                               |